# Hierogramma
Hierogramma  Unger 1856 es un género de Pteridophyta del Devónico Medio conocido a partir de sus restos fósiles muy fraccionarios localizados en un yacimiento de Alemania. El carácter morfológico más destacable de este género y de su única especie Hierogramma mysticum es su cilindro vascular formado por dos haces de xilema de morfología irregular aislados en tejido parenquimático y sus ramificaciones laterales en un único plano.

## Morfología
El género Hierogramma es quizás el peor caracterizado de la clase Cladoxylopsida debido a que sus restos son muy escasos y fraccionarios. Los ejemplares fósiles conocidos son cortas secciones de ramas laterales de entre 2 y 10 milímetros de diámetro con divisiones dicotómicas en un único plano y fueron descubiertos en 1856 estrechamente asociados a tallos de otra Cladoxylopsida, Cladoxylon y a frondes de Clepsydropsis. Los tres vegetales compartían características comunes en cuanto a la morfología de su estela. Las investigaciones realizadas en esos años por Franz Joseph Unger y las revisiones posteriores de Solms-Laubach dieron como resultado la identificación de Cleapsydropsis como ramificaciones laterales de Cladoxylon al encontrar correspondencia entre el cilindro vascular de los peciolos de la primera con el tallo de la segunda. El sistema vascular y el tipo de bifurcación que presentaba Hierogramma eran suficientemente significativos como para formar un género propio provisional, según los autores, hasta que aparecieran nuevos restos ya que existían serias dudas sobre si los géneros Hierogramma y Syncardia eran realmente diferentes estadios de desarrollo o morfologías del peciolo de Cladoxylon.
El cilindro vascular presente en los tallos cilíndricos de Hierogramma posee una estela de tipo poliestela de simetría bilateral formada por dos haces vasculares de xilema primario aislados en una matriz de tejido parenquimático muy abundante. La morfología de los haces vasculares es muy irregular en corte trasversal y podrían recordar uno de ellos a una letra U y otro a una T. No se observa el patrón radial de Cladoxylon y otros géneros afines y fue descrita por Franz Joseph Unger como en letra arábiga al formar perfiles curvos y arqueados. Precisamente de esta característica toma el género su nombre ya que Hierogramma significa escritura sagrada. En el cilindro vascular de los restos se observan unas bifurcaciones de simetría bilateral correspondientes a las ramificaciones secundarias.